# Haematopota nigrocinerea
Haematopota nigrocinerea är en tvåvingeart som beskrevs av H. Oldroyd 1950. Haematopota nigrocinerea ingår i släktet Haematopota och familjen bromsar.
Artens utbredningsområde är Kongo. Inga underarter finns listade i Catalogue of Life.